# Rostek (Piecki)
Rostek (deutsch Rostek, 1938 bis 1945 Steinbruch) ist ein kleiner Ort in der polnischen Woiwodschaft Ermland-Masuren und gehört zur Landgemeinde Piecki (deutsch Peitschendorf) im Powiat Mrągowski (Kreis Sensburg).

## Geographische Lage
Rostek liegt am Südwestufer des Dusssees (polnisch Jezioro Duś) in der südlichen Mitte der Woiwodschaft Ermland-Masuren, 27 Kilometer südöstlich der Kreisstadt Mrągowo (deutsch Sensburg).

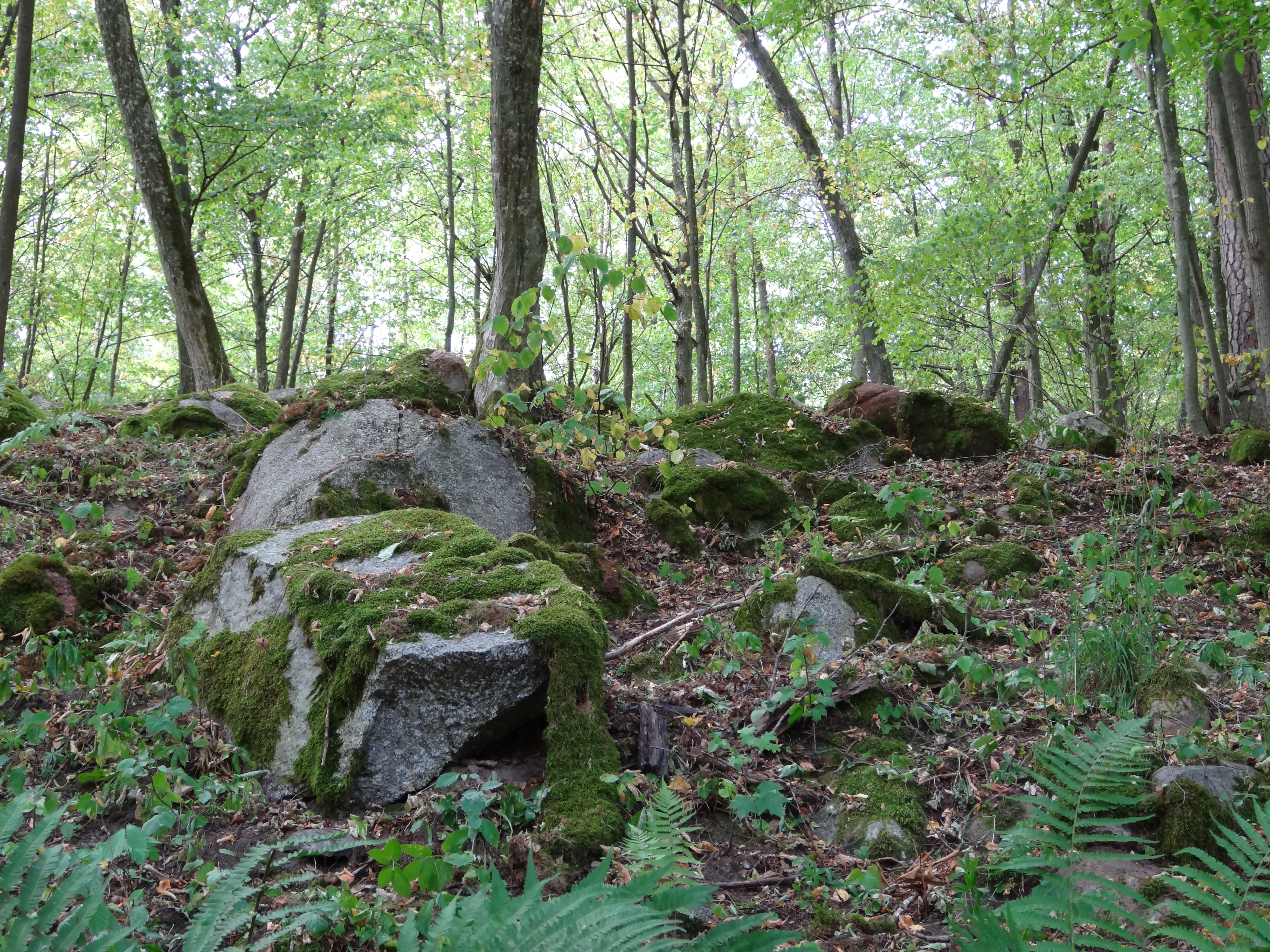
Gesteinsbrocken bei Rostek

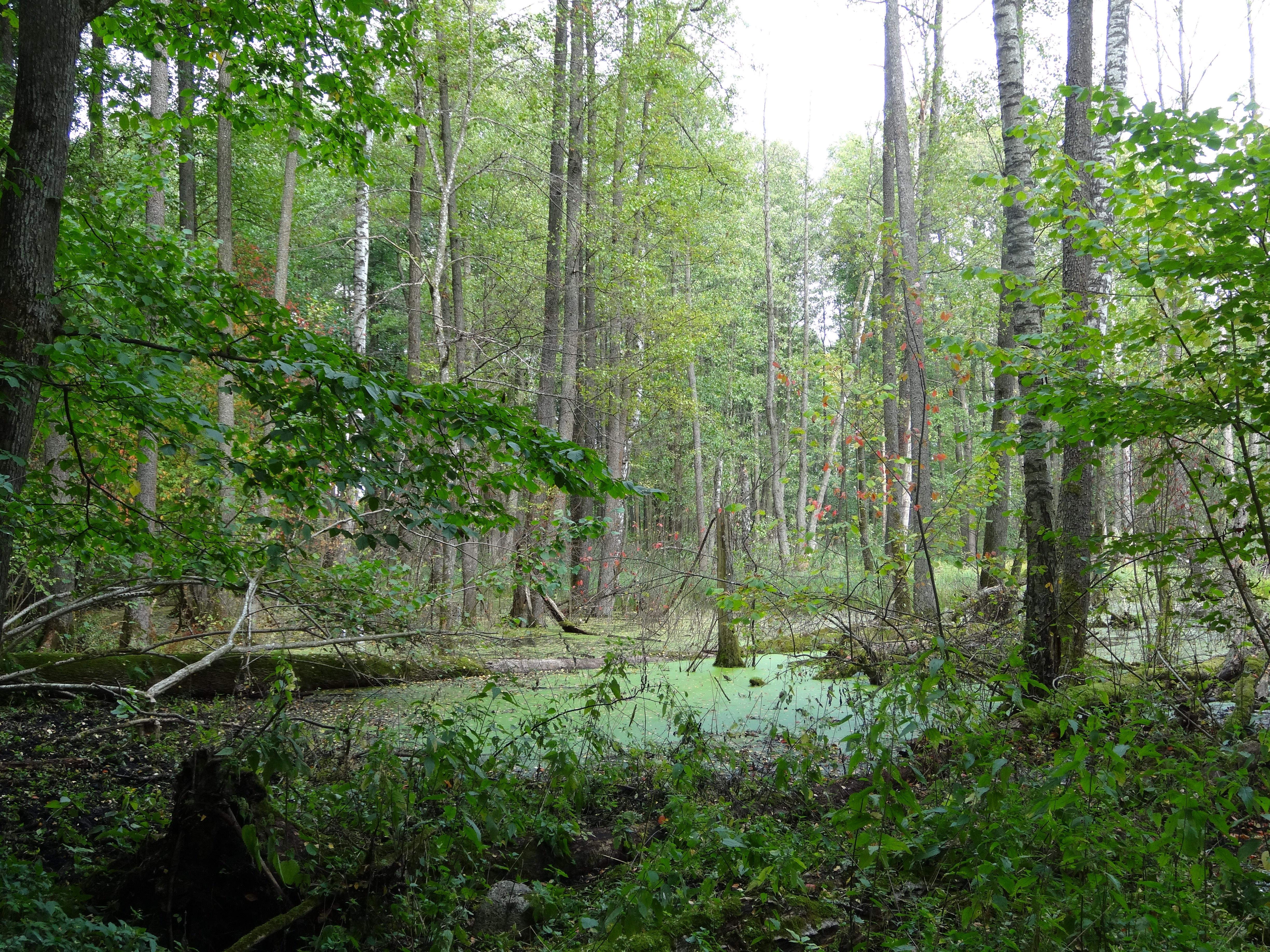
Flussaue an der Straße bei Rostek

## Geschichte
Das einstige Forsthaus Rostek war zunächst ein Wohnplatz des Gutsbezirks Oberförsterei Kruttinnen und anschließend bis 1945 der Gemeinde Jägerswalde (polnisch Rosocha) im Kreis Sensburg im Regierungsbezirk Gumbinnen (ab 1905: Regierungsbezirk Allenstein) in der preußischen Provinz Ostpreußen. Im Jahre 1905 hatte das Forsthaus vier Einwohner. Am 3. Juni (amtlich bestätigt am 16. Juli) 1938 wurde Rostek aus politisch-ideologischen Gründen der Abwehr fremdländisch klingender Ortsnamen in „Steinbruch“ umbenannt.
Mit dem gesamten südlichen Ostpreußen kam der Ort 1945 in Kriegsfolge zu Polen und erhielt die polnische Namensform „Rostek“. Heute ist die Leśniczówka Rostek (Förstereisiedlung) wieder dem Nachbarort Rosocha (Jägerswalde) zugeordnet („cześć  wsi“) und somit eine Ortschaft innerhalb der Landgemeinde Piecki (Peitschendorf) im Powiat Mrągowski (Kreis Sensburg), bis 1998 der Woiwodschaft Olsztyn, seither der Woiwodschaft Ermland-Masuren zugehörig.

## Kirche
Bis 1945 war Forsthaus Rostek resp. Steinbruch in die evangelische Kirche Alt Ukta in der Kirchenprovinz Ostpreußen der Kirche der Altpreußischen Union sowie in die katholische St.-Adalbert-Kirche Sensburg im damaligen Bistum Ermland eingepfarrt.
Heute gehört Rostek zur evangelischen Kirchengemeinde Ukta in der Pfarrei Mikołajki innerhalb der Diözese Masuren der Evangelisch-Augsburgischen Kirche in Polen, außerdem zur katholischen Pfarrei Ukta im jetzigen Bistum Ełk in der polnischen katholischen Kirche.

## Verkehr
Rostek ist auf einem Landweg zu erreichen, der unweit von Rosocha (Jägerswalde) von der Landesstraße 58 in nördlicher Richtung abzweigt und bis zur Förstereisiedlung führt. Eine Bahnanbindung besteht nicht.